# MBTA 버스

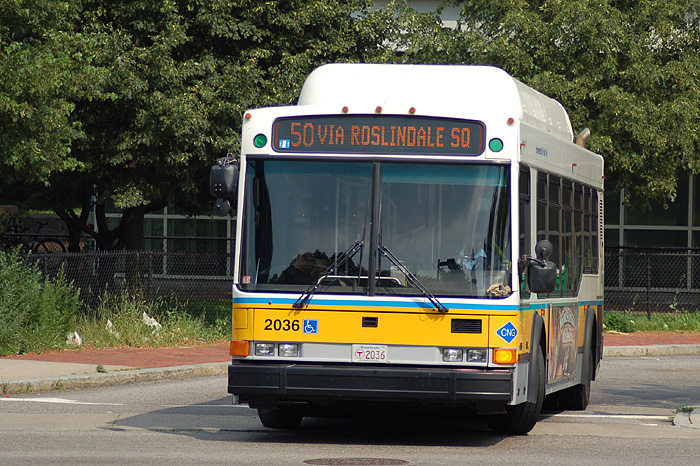
북미버스산업에서 제작한 CNG 버스

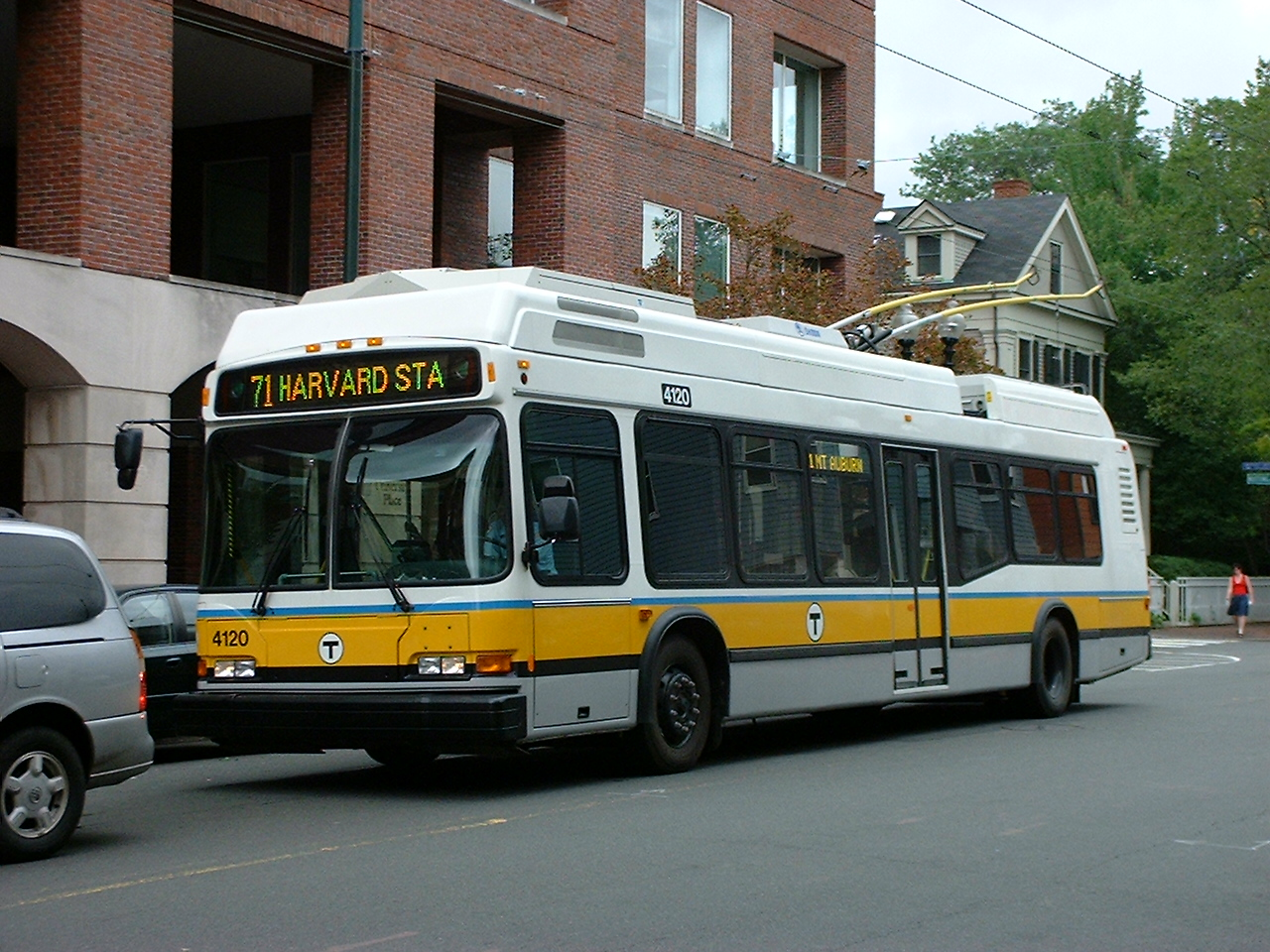
71번 버스

MBTA 버스는 MBTA가 운영하는 버스 시스템이다. MBTA의 버스는 미국에서 여섯 번째로 버스 승객이 가장 많고 150개가 넘는 노선이 광역 보스턴 지역을 운행한다. MBTA의 버스 운행은 지하철 운행과 규모가 같지만, 통근 열차 운행보다 규모가 작은데, 이는 일곱 개의 다른 지역 교통 회사가 또한 더 넓은 지역에서 버스를 운행하기 때문이다. 이 회사들은 각자 요금 체계와 하청 운영사가 다르지만, 대부분 그 버스 회사들의 승객들이 MBTA 통근 열차의 주요 승객이기도 하다.
MBTA의 버스는, 지하철에서 지역 버스로 환승할 경우 교통 카드인 찰리 카드를 이용할 경우 무료로 환승할 수 있으나, 지역 버스에서 지하철로 환승할 경우 버스와 지하철이 요금이 다르므로 그 차액을 지불하여야 한다. 만약에 찰리 카드를 이용하지 않을 경우, 지하철 요금에다가 버스 요금을 별도로 내야 한다. 버스와 버스간 (지역 버스) 환승은 현금 승차를 제외하고 무료이다. 많은 외곽 버스 노선이 도심으로 진입하는 고속도로를 따라 운행하며, 버스는 역 내 지도에는 노란색으로 표시되어있다.
실버 라인은 급행 버스로써는 부족함이 많음에도 불구하고 MBTA의 첫 급행 버스 모델로 구상되었다. 첫 번째로는, 2002년에 운행을 시작한 오렌지 라인의 워싱턴 스트리트 선을 대체하는 49번 버스를 요금 체계가 변경된 2007년 1월 1일까지 도심에 있는 지하철 역과 무료로 환승이 되게 하는 것이었다. 워싱턴 스트리트 선은 다양한 시내 도로를 다니며, 대개 워싱턴 스트리트의 버스 전용 차로로 다녔다. 이 버스는 요금 목적으로 '버스'에 분류되어 있다.
워터프론트 선은 2004년 말에 개통하였는데, 사우스 역과 보스턴 남부를 연결하며 일부는 터널을, 일부는 지상을 경유한다. 이 버스는 두 가지 모드가 있는데, 터널에서는 무궤도 전차(트롤리 버스)로, 바깥에서는 디젤 버스로 운행한다. 2005년 6월에는 보스턴 로건 국제공항까지 운행하는 버스가 개통하였다. 워터프론트 선은 요금 목적으로 '지하철'에 분류되어 있다.
세 번째로는, 위 두 실버 라인의 선을 잇는 약 1.6km 구간의 지하 터널 버스 노선이 계획중이다. 그러나 이 공사는 한 노선을 위해 지하 터널을 뚫는 것은 막대한 예산이 들어가며 공사 중 통행하는 사람들이 불편을 겪을 것이라며 일부에서 반대 입장을 보이고 있다.
현재 계획은 MBTA의 도시를 가로지르는 버스 노선을 연장하기 위한 어반 링 프로젝트에 들어가는 더 많은 급행 버스 노선을 추가하는 것이다.
MBTA는 사유 버스 회사들과 시외 요금 지역을 운영하는 버스 노선에 보조금을 제공하는 계약을 맺었다. 이러한 버스는 뭉뚱그려서 HI-RIDE(하이-라이드) 통근 버스 편이라고 부르며 일반 버스 노선도에는 번호가 표시되어있지 않다.
하버드로 가는 네 개의 노선은 여전히 트롤리 버스로 운행하고 있으며, 한 때 무궤도 전차 운행 횟수가 더 많은 적도 있었다.